# Aaron Sorkin
Aaron Benjamin Sorkin (ur. 9 czerwca 1961 w Nowym Jorku) – amerykański dramaturg, scenarzysta, reżyser, producent filmowy i telewizyjny. Okazjonalnie również aktor epizodyczny. Pracował nad scenariuszem takich filmów, jak: Ludzie honoru, Prezydent: Miłość w Białym Domu, Wojna Charliego Wilsona oraz The Social Network. Twórca seriali Prezydencki poker, Studio 60 i Newsroom.

## Młodość
Sorkin urodził się na Manhattanie w rodzinie żydowskiej i dorastał w bogatej dzielnicy Scarsdale. Jego matka była nauczycielką, a ojciec adwokatem specjalizującym się w dziedzinie praw autorskich. Bardzo szybko zainteresował się aktorstwem. Zanim dorósł, rodzice zabierali go regularnie na przedstawienia teatralne.
Uczęszczał do Scarsdale High School, gdzie był członkiem klubu teatralnego. Pierwszą rolę zagrał w wieku ośmiu lat. Wystąpił w musicalu Li’l Abner.
Od 1979 roku Sorkin studiował na Syracuse University. Oblał pierwszy rok, co było dla niego dużym ciosem. Jednak postanowił nie przerywać nauki i powtórzyć rok.

## Kariera teatralna

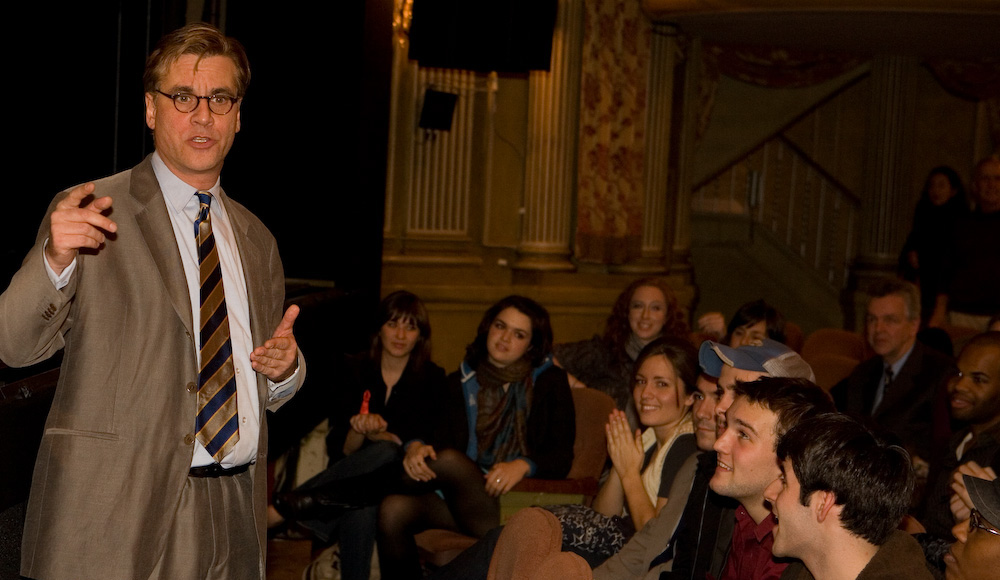
Sorkin podczas dyskusji na temat jego sztuki The Farnsworth Invention, 8 listopada 2007

Po ukończeniu studiów Sorkin przeniósł się do Nowego Jorku, gdzie pracował dorywczo, począwszy od dostarczania śpiewających telegramów, przez jazdę limuzyną i rozdawanie ulotek promujących myślistwo i rybołówstwo, a skończywszy na pracy w teatrze dla dzieci. Pewnego razu znalazł w mieszkaniu znajomego maszynę do pisania. Rozpoczął pracę nad jakimś tekstem, i, jak to potem opisywał, przeżył coś wspaniałego, czego nie doświadczył jeszcze nigdy przedtem.
W 1984 roku wystawiono jego pierwszą sztukę pod tytułem Removing All Doubt. Tytuł następnej brzmiał Hidden in This Picture. Po jej premierze reputacja Sorkina jako dramaturga gwałtownie wzrosła.

## Kariera filmowa i telewizyjna

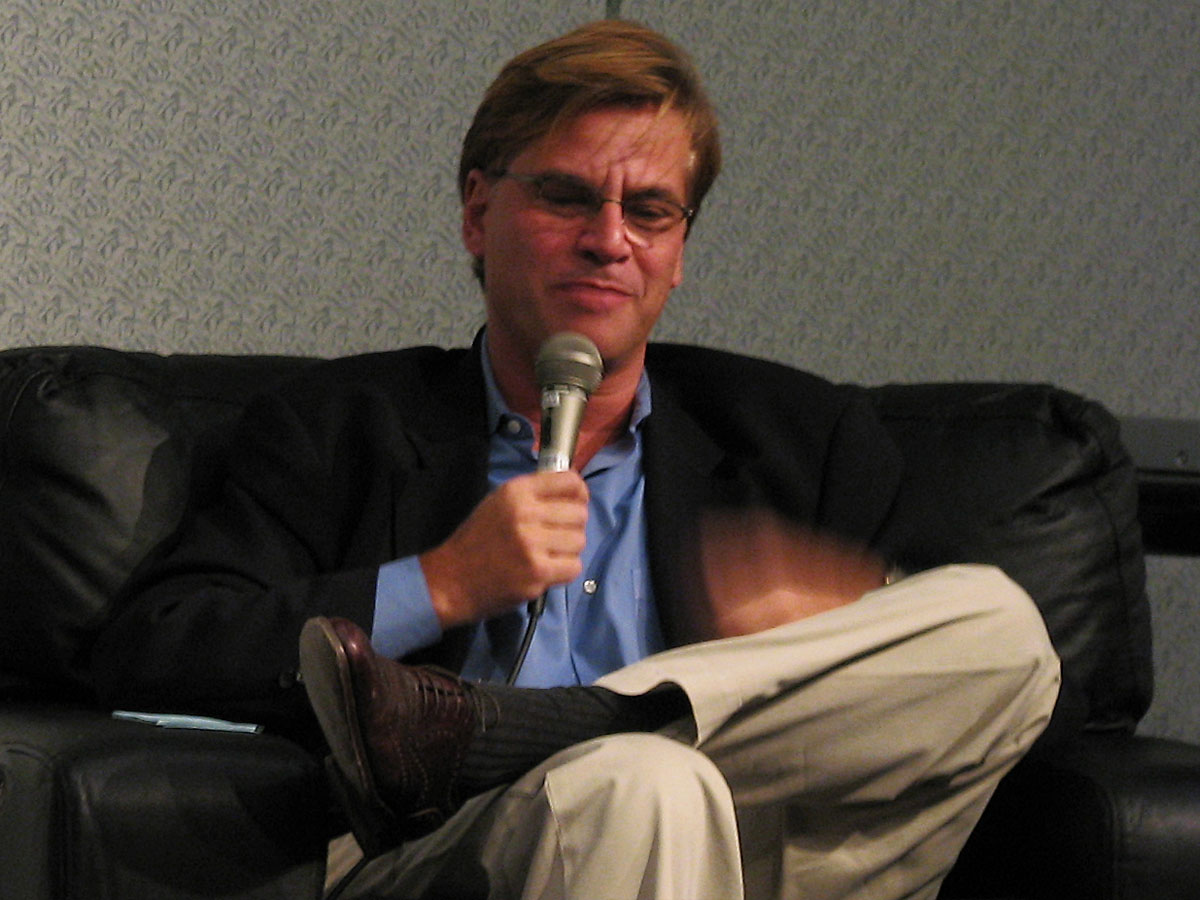
Sorkin w 2008 roku podczas wywiadu, Screenwriting Expo

We wczesnych latach 90. Sorkin rozpoczął swoją karierę scenarzysty filmowego. Jego debiutem w tej roli był obraz z 1992 roku, Ludzie honoru. W główne postacie wcielili się tam Tom Cruise, Demi Moore oraz Jack Nicholson. Sorkin scenariusz napisał na podstawie własnej sztuki, dla której z kolei inspiracją była jego rozmowa z siostrą Deborah, prawnikiem wojskowym prowadzącym sprawę o zabójstwo żołnierza w bazie Guantanamo. Następnie napisał scenariusze do Pełni zła (1993) oraz Miłości w Białym Domu (1995). Praca nad tym ostatnim projektem zajęła mu kilka lat i początkowo tekst miał aż 385 stron, a dopiero później został skrócony do około 120 stron. Trzy wymienione filmy zarobiły około 400 milionów dolarów na całym świecie.
Przez następne lata pisał skrypty do seriali Redakcja sportowa, Studio 60 i Prezydencki poker. Za Prezydenckiego pokera Sorkin został w 2000 roku uhonorowany nagrodą Emmy za najlepszy scenariusz serialu dramatycznego (za odcinek „In Excelsis Deo”). W tym samym roku scenarzysta był nominowany za tekst do epizodu pilotażowego tego programu.
W międzyczasie wprowadzał poprawki do scenariuszy m.in. Twierdzy czy Listy Schindlera.
Po wielu latach przerwy od pisania scenariuszy filmowych, Sorkin wreszcie do tego powrócił. W 2006 roku otrzymał zadanie zaadaptowania powieści Charlie Wilson's War: The Extraordinary Story of the Largest Covert Operation in History, której autorem jest George Crile. Sorkin ukończył scenariusz i premiera Wojny Charliego Wilsona odbyła się w 2007 roku. Główne role zagrali Tom Hanks i Julia Roberts.
Jego kolejnym projektem było The Social Network Davida Finchera, opowiadające o powstaniu portalu Facebook. Za pracę nad tą produkcją otrzymał Złoty Glob za najlepszy scenariusz, nagrodę Satelita oraz BAFTA za najlepszy scenariusz adaptowany.
W styczniu 2011 Sorkin poinformował, że pracuje nad nowym serialem dla stacji HBO, którego akcja będzie się rozgrywała za kulisami wieczornych programów informacyjnych. Tytuł produkcji miał brzmieć More As the Story Develops, ostatecznie serial został zatytułowany The Newsroom i zadebiutował na antenie HBO 24 czerwca 2012.

## Nagrody
Sześciokrotnie nominowany był do Emmy, siedem razy miał szansę na nagrodę Amerykańskiej Gildii Scenarzystów (dwa zwycięstwa). Zdobył wyróżnienia Stowarzyszenia Krytyków Filmowych z Los Angeles, Bostońskiego Stowarzyszenia Krytyków Filmowych oraz Amerykańskiego Stowarzyszenia Krytyków Filmowych. Był czterokrotnie nominowany do Złotych Globów (w tym zdobył jedną statuetkę). Wygrał nagrodę BAFTA za najlepszy scenariusz adaptowany do filmu The Social Network. Jego największym sukcesem jest nagroda Oscara za najlepszy scenariusz adaptowany do filmu The Social Network.

## Życie prywatne
W latach 1996 – 2005 był żonaty z Julią Bingham. Mają jedną córkę, Roxy.
W 2001 roku, po aresztowaniu na lotnisku w Kalifornii za posiadanie marihuany, kokainy i grzybków halucynogennych, został skazany na odwyk narkotykowy.
Jest zwolennikiem Partii Demokratycznej i wspiera ją finansowo.

## Filmografia

### Scenarzysta

#### Filmy
- 1992: Ludzie honoru, oparty na jego własnej sztuce
- 1993: Pełnia zła, razem ze Scottem Frankiem
- 1995: Prezydent: Miłość w Białym Domu
- 2007: Wojna Charliego Wilsona, oparty na książce George’a Crile’a
- 2010: The Social Network, oparty na książce Milionerzy z przypadku Bena Mezricha
- 2015: Steve Jobs, oparty na książce Waltera Isaacsona
- 2017: Gra o wszystko, oparty na książce pod tym samym tytułem

#### Seriale telewizyjne
- 1998–2000: Redakcja sportowa
- 1999–2006: Prezydencki poker
- 2006–2007: Studio 60
- 2012–2014: The Newsroom

### Aktor

#### Filmy
- 1992: Ludzie honoru jako mężczyzna w barze
- 1995: Prezydent: Miłość w Białym Domu jako doradca w barze
- 2010: The Social Network jako dyrektor ds. reklamy

#### Seriale telewizyjne
- 1998–2000: Redakcja sportowa jako mężczyzna w barze
- 1999–2006: Prezydencki poker jako mężczyzna w tłumie
- 2004–2011: Ekipa jako on sam